# Naval Undersea Museum
Le United States Naval Undersea Museum ou Naval Undersea Museum est un musée naval situé à Keyport dans l'État de Washington. C'est l'un des 10 musées de la Marine exploités par le Naval History & Heritage Command. Il se trouve à côté d'une succursale du Naval Undersea Warfare Center avec qui le musée collabore.

## Historique
La Naval Undersea Museum Foundation est une société à but non lucratif de l'État de Washington créée en 1980 en tant qu'organisation philanthropique. Grâce aux efforts de collecte de fonds de la Fondation, le complexe Naval Undersea Museum and Conference Center à Keyport, Washington, a ouvert ses portes en 1995.
Le musée naval sous-marin combine l'histoire navale, la technologie sous-marine et les sciences marines. Ce nouveau bâtiment de plus de 1,900 m2 d'expositions, abrite la plus grande collection d'objets scientifiques et historiques sous-marins de la marine aux États-Unis. La bibliothèque de recherche du musée contient plus de 6.500 volumes qui soutiennent les expositions et fournissent des informations détaillées sur l'histoire, la science et les opérations sous-marines. Il contient également un ensemble complet de rapports de patrouille de guerre sous-marine de la Seconde Guerre mondiale et plus de 115 entretiens de la collection d'histoire orale de l'Institut naval des États-Unis.

## Collection
Les expositions interprètent l'environnement océanique, le développement de la technologie des armes sous-marines, les sous-marins américains et la plongée et le sauvetage de la Marine.
Les artefacts comprennent des torpilles américaines des conceptions Whitehead et Howell aux armes modernes Mk 48 et Mk 50, une mine confédérée, un Kaiten japonais (sous-marin de poche suicide),  des tubes lance-torpilles du sous-marin nucléaire lanceur d'engins USS Tecumseh (SSBN-628)  et une salle de contrôle de sous-marin simulée intégrant des équipements majeurs de l'USS Greenling (SSN-614) . Certains éléments remarquables de la collection du Musée sont la voile de 55 tonnes du sous-marin nucléaire d'attaque rapide USS Sturgeon (SSN-637) , les submersibles profonds le bathyscaphe Trieste II  et Mystic, le sous-marin de sauvetage (DSRV) qui a été utilisé pour le film The Hunt for Red October, et une re-création de la salle de contrôle de l'USS Greenling à l'aide de l'équipement et des consoles réels retirés du sous-marin d'attaque lors de sa mise hors service. Les thèmes de l'exposition comprennent l'environnement de l'océan, les torpilles, la guerre des mines navale, la technologie des sous-marins et l'équipement de plongée.

## Galerie

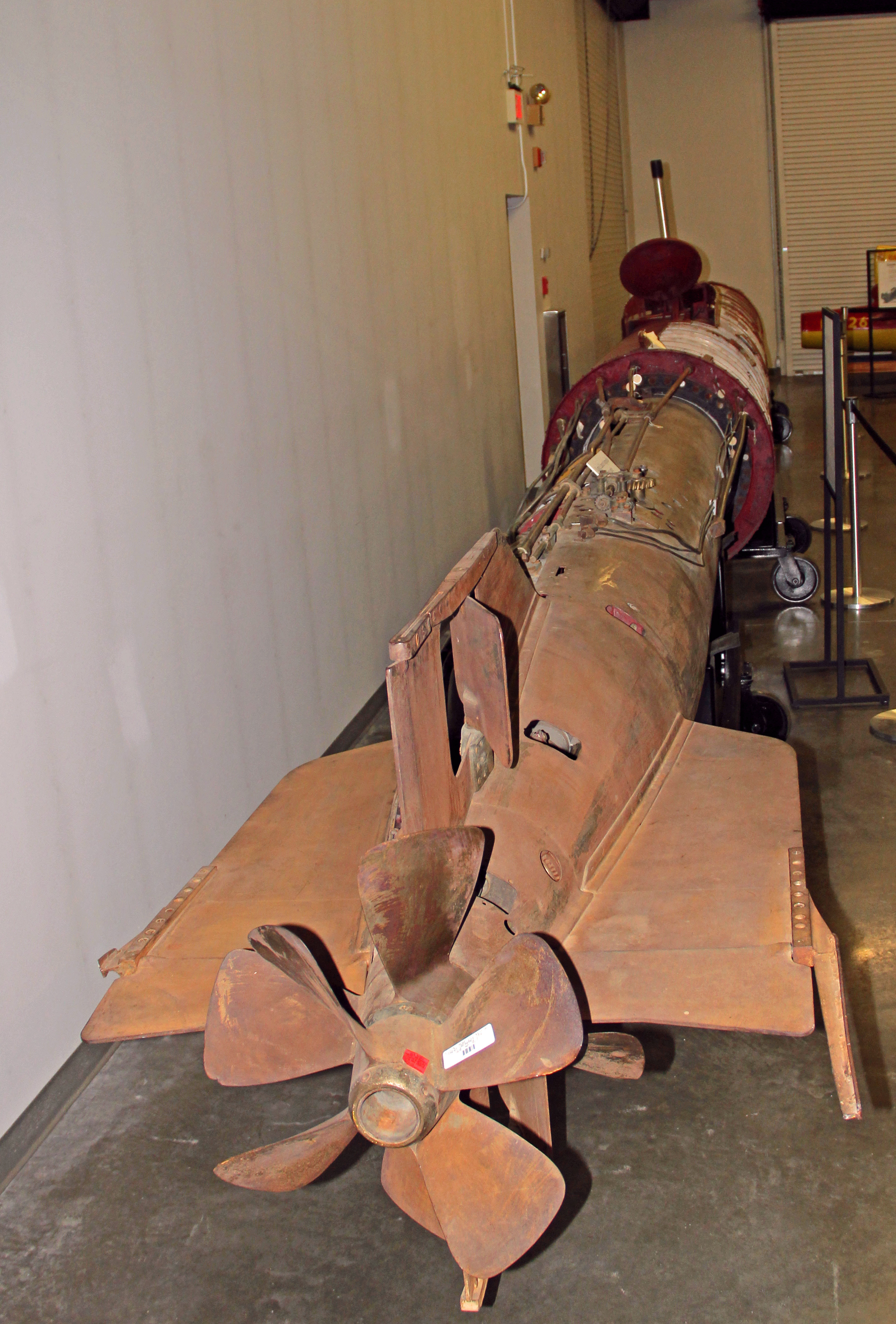
Kaitenjaponais
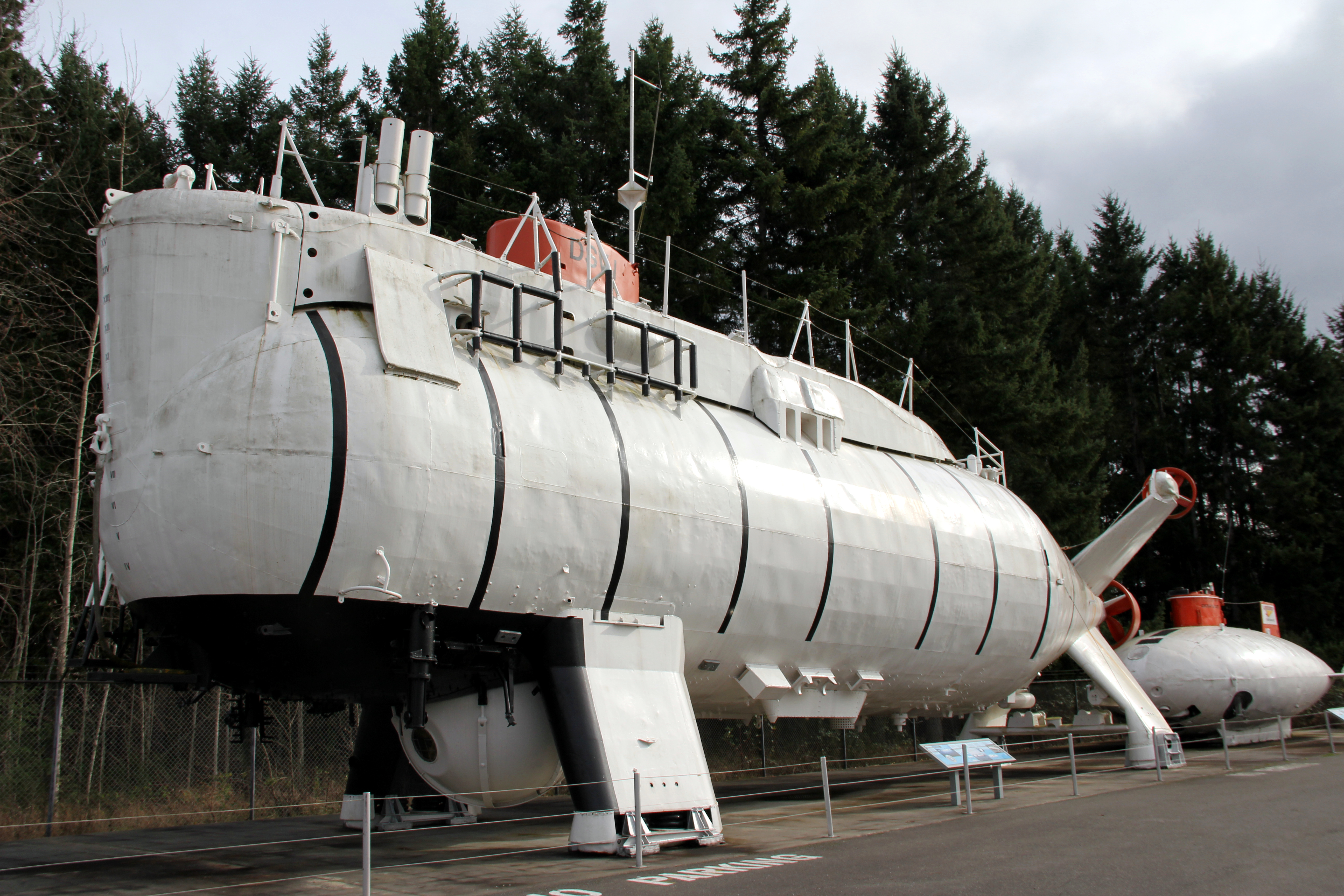
BathyscapheTrieste II
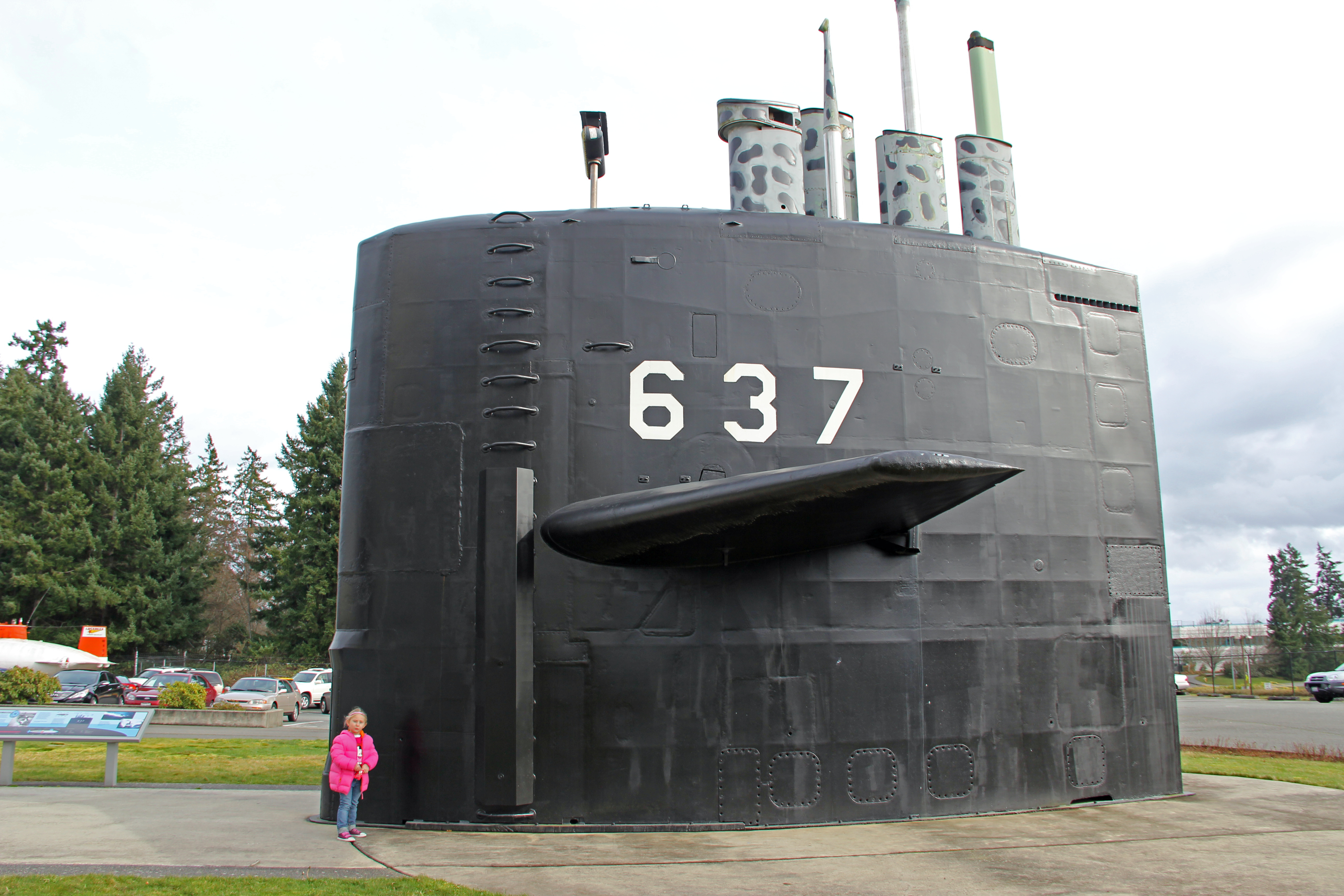
Kiosque de l'USS Sturgeon
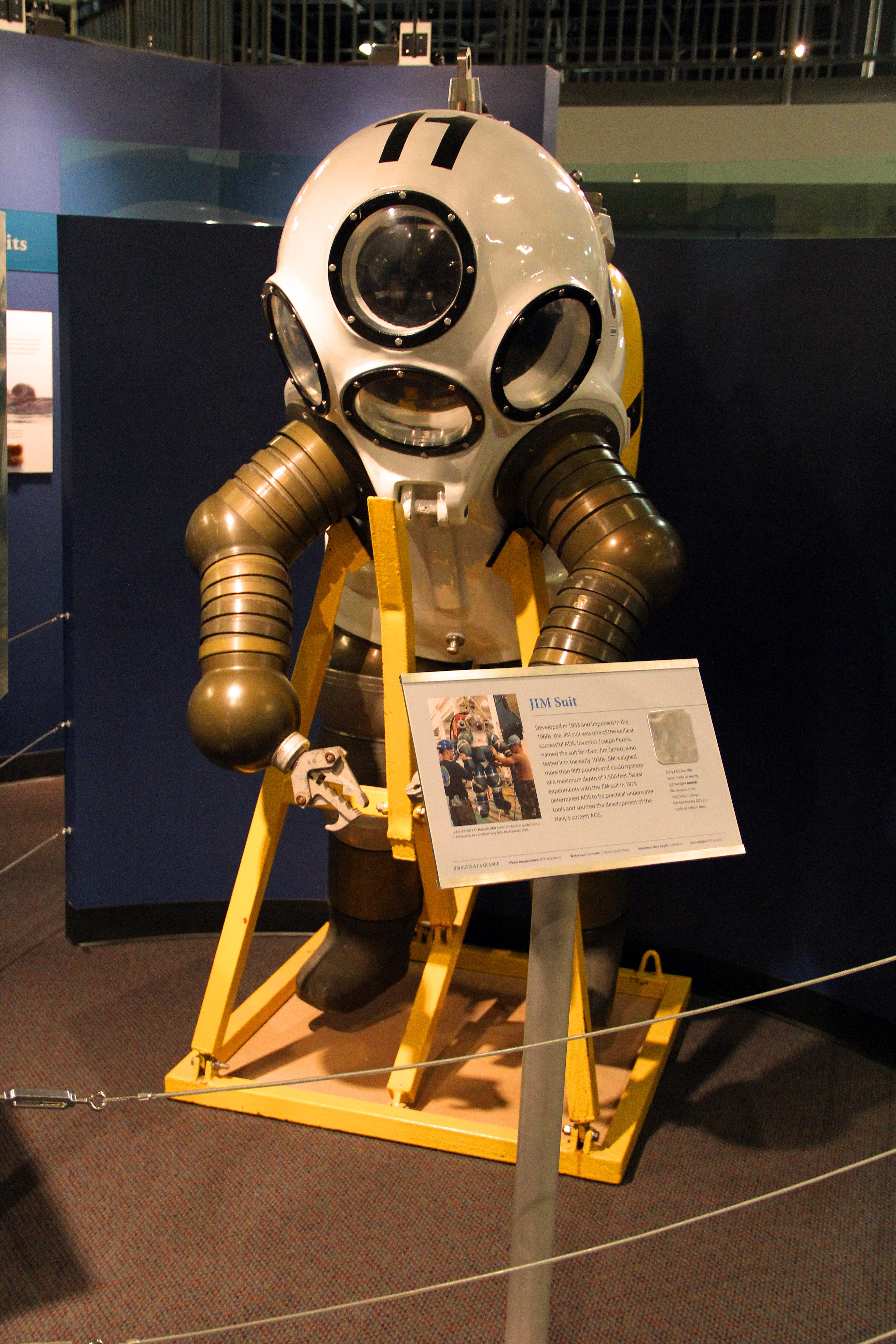
Scaphandre